# أبوسوم الأسقف الضئيل
أبوسوم الأسقف الضئيل (الاسم العلمي:Marmosops bishopi)، هو نوع من الأبوسوم يتواجد في البرازيل وبيرو، وبوليفيا.